# بلوار ایوانک
بلوار ایوانک یکی از خیابان‌های محله شهرک غرب واقع در شمالغرب تهران است. ساختمان‌های دوقلو وزارت بهداشت در این خیابان قرار دارد. این بلوار از سمت غرب به بزرگراه یادگار امام متصل می‌شود.

در گذشته بلوار ایوانک یکی از راه های ارتباطی اصلی میان میدان صنعت ( سر شهرک ) و فاز 6 بوده است که بعدها با ساخت بزرگراه یادگار امام این بلوار به دو بخش شرقی و غربی تقسیم شده است. انتهای بخش غربی بلوار ایوانک ( ایوانک غرب ) به رود دره فرحزاد ختم می‌شود که امروزه این رود دره تبدیل به بوستان نهج البلاغه گردیده است.

## ورودی‌ها و تقاطع‌ها
| از شرق به غرب                | وضعیت                  |
| ---------------------------- | ---------------------- |
| خیابان شهید محمدمهدی فرحزادی |                        |
| خیابان شجریان                |                        |
| وزارت بهداشت                 | ضلع جنوبی بلوار ایوانک |
| خیابان زرافشان               |                        |
| خیابان سیمای ایران           |                        |
| بزرگراه یادگار امام          |                        |

## سرای محله ایوانک

### اهداف ایجاد
- افزایش مشارکت مردمی در اداره امور شهر از طریق بکارگیری توانمندی ها و ظرفیت های مادی و معنوی آنان و استفاده مثبت از امکانات محلات.
- ایجاد رکن اجرائی در سطح محله متناسب با رکن مشورتی و نظارتی شورایاری
- افزایش اعتماد و ارتباط متقابل بین شهرداری و ساکنین محلی
- تطابق هر چه بیشتر برنامه ها، تصمیمات و فعالیت ها با خواسته ها و مطالبات اصلی و مهم مردم
- تلاش جهت احیاء و برجسته سازی هویت و جایگاه محله ای
- تقویت و افزایش همکاری مشترک شهروندان و شهرداری در انجام فعالیت های مختلف فرهنگی، اجتماعی و رفاهی

### آدرس و امکانات
سرای محله ایوانک در فاز 6 شهرک غرب، انتهای بلوار ایوانک، نبش خیابان گل افشان جنوبی واقع شده است. جهت کسب اطلاعات بیشتر و بررسی دقیق‌تر می توانید به وبسایت رسمی سرای محله ایوانک مراجعه فرمائید.
از جمله امکانات این سرا:
- سالن همایش با ظرفیت 120 نفر
- کلاس های آموزشی در ابعاد مختلف و ظرفیت های متغیر
- مجموعه ورزشی ویژه بانوان
- خانه فناوری اطلاعات و کلاس کامپیوتر مجهز
- خانه کودک
- گل فروشی
- کتابخانه با محیطی بسیار آرام
- زمین چمن مصنوعی (در بلوار شهید فرحزادی)